# Neal's Yard

Neal's Yard est une petite ruelle à Covent Garden.

## Situation et accès

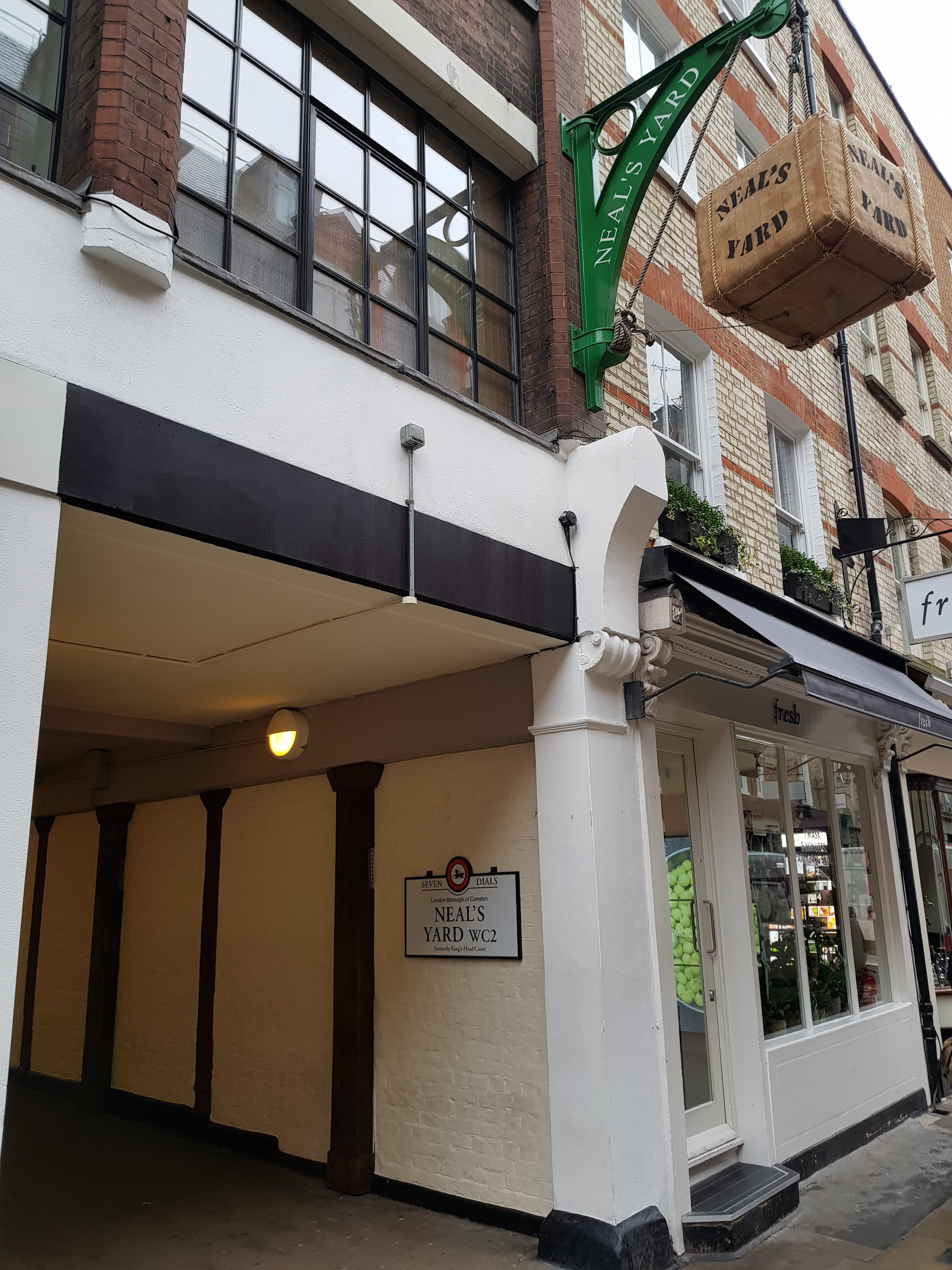
Monmouth Street : passage permettant d’accéder à Neal’s Yard.

Elle se situe entre les rues Short's Gardens et Monmouth Street et donne sur une cour. On y trouve plusieurs cafés proposant une nourriture saine ainsi que des détaillants new age comme le magasin de médecine alternative Neal's Yard Remedies, le fromager Neal's Yard Diary et le World Food Cafe.
Les stations de métro les plus proches de Neal's Yard sont celles de Tottenham Court Road, Covent Garden et Leicester Square.

## Origine du nom
Le nom de Neal's Yard vient de Thomas Neale (en) (1641-1699), maître de la Monnaie pendant les vingt dernières années de sa vie.

## Galerie de photos

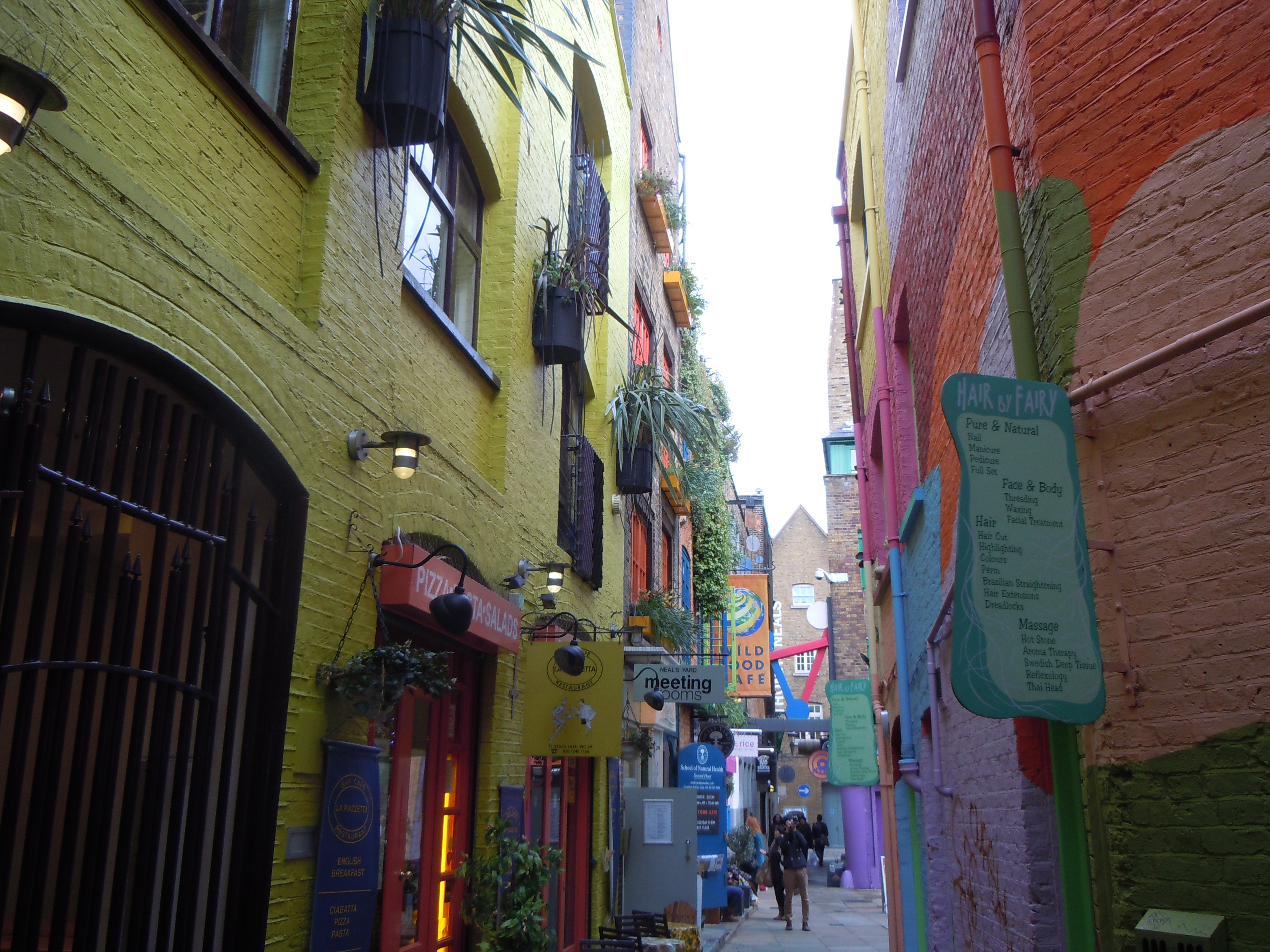
Accès depuis Monmouth Street.
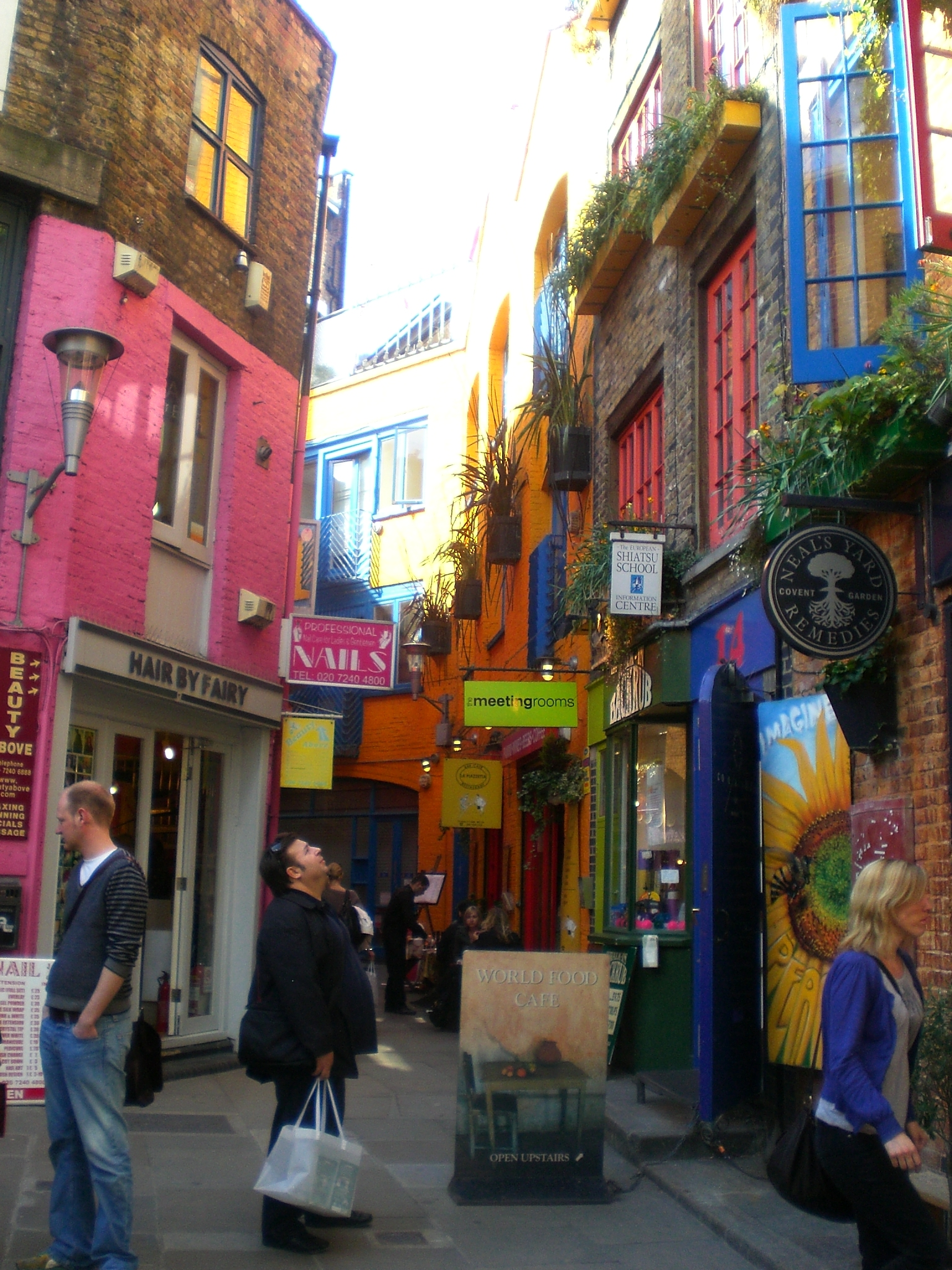
Façades colorées de Neal's Yard.
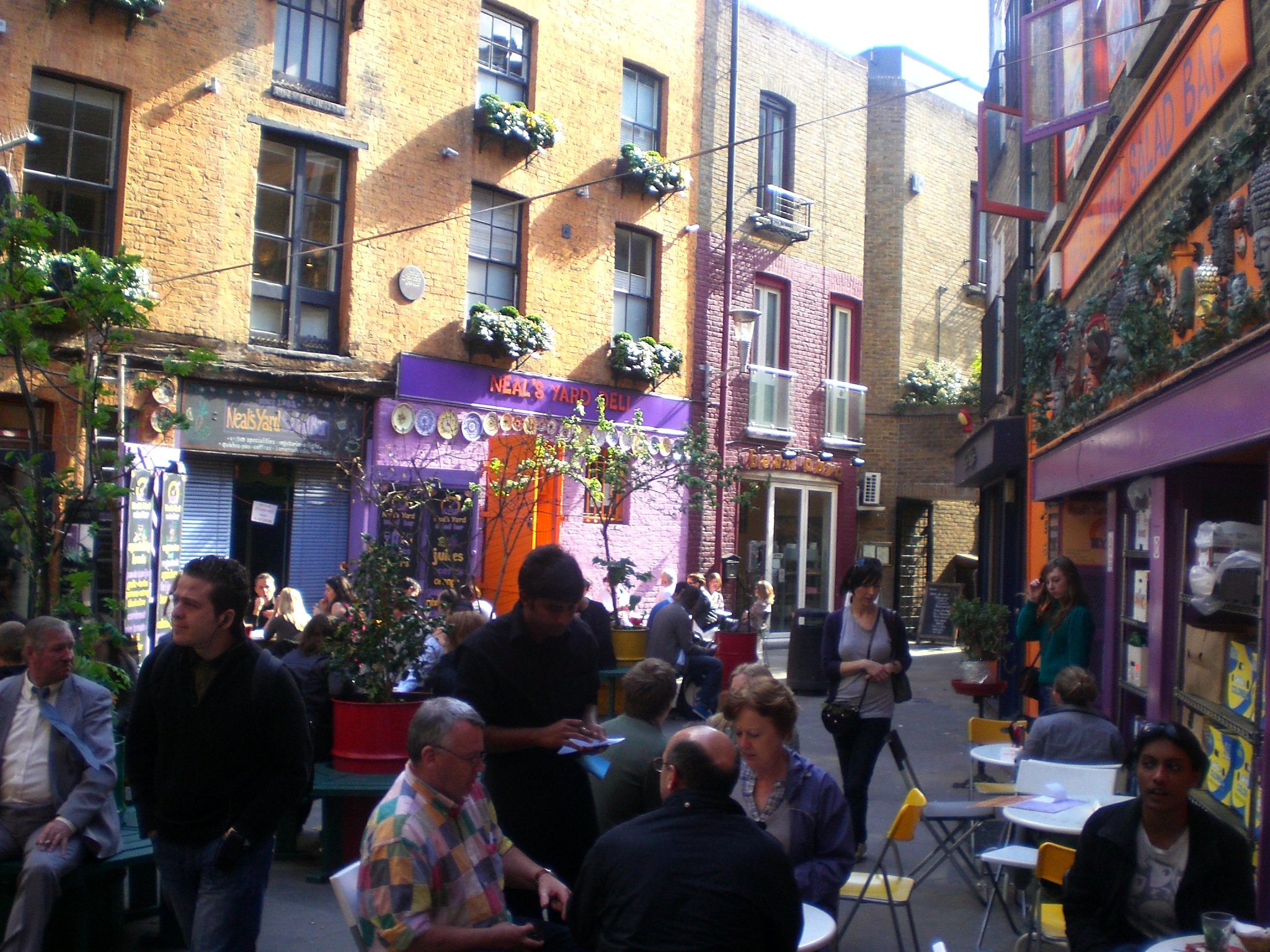
Terrasses animées.